# Tour du Qatar 2013
La 12e édition du Tour du Qatar a eu lieu du 3 au 8 février 2013. Elle fait partie du calendrier UCI Asia Tour 2013 en catégorie 2.HC.
Vainqueur des quatre dernières étapes, ce qui constitue un record de l'épreuve, le Britannique Mark Cavendish (Omega Pharma-Quick Step) remporte le classement général de la course, qui a connu une édition moins mouvementée qu'à l’accoutumée. Il devance un duo de coureurs de l'équipe BMC Racing composé de l'Américain Brent Bookwalter, qui a porté trois jours le maillot or, et Taylor Phinney.
Cavendish remporte également le classement par points alors que la formation américaine BMC Racing, lauréate du contre-la-montre par équipes, termine meilleure équipe. Phinney, un des coureurs de cette dernière, s'adjuge le maillot de meilleur jeune.

## Présentation

### Parcours
Ce Tour du Qatar est composé de 5 étapes en lignes toutes plates, mais propices aux bordures, et d'un contre-la-montre par équipes lors de la 2e étape.

### Équipes
Classé en catégorie 2.HC de l'UCI Asia Tour, le Tour du Qatar est par conséquent ouvert aux UCI ProTeams dans la limite de 50 % des équipes participantes, aux équipes continentales professionnelles, aux équipes continentales et à des équipes nationales.
19 équipes participent à ce Tour du Qatar - 12 ProTeams, 5 équipes continentales professionnelles et 1 équipe nationale :
| Nom de l'équipe         | Pays        | Code |
| ----------------------- | ----------- | ---- |
| AG2R La Mondiale        | France      | ALM  |
| Argos-Shimano           | Pays-Bas    | ARG  |
| Astana                  | Kazakhstan  | AST  |
| BMC Racing              | États-Unis  | BMC  |
| Cannondale              | Italie      | CAN  |
| FDJ                     | France      | FDJ  |
| Omega Pharma-Quick Step | Belgique    | OPQ  |
| Orica-GreenEDGE         | Australie   | OGE  |
| RadioShack-Leopard      | Luxembourg  | RLT  |
| Saxo-Tinkoff            | Danemark    | TST  |
| Sky                     | Royaume-Uni | SKY  |
| Vacansoleil-DCM         | Pays-Bas    | VCD  |

| Nom de l'équipe           | Pays      | Code |
| ------------------------- | --------- | ---- |
| Bardiani Valvole-CSF Inox | Italie    | BAR  |
| Champion System           | Chine     | CSS  |
| IAM                       | Suisse    | IAM  |
| Katusha                   | Russie    | KAT  |
| NetApp-Endura             | Allemagne | TNE  |

| Équipe nationale du Japon | Japon | JPN |

### Favoris
En l'absence du tenant du titre et quadruple vainqueur de l'épreuve Tom Boonen (Omega Pharma-Quick Step), la course s'annonce ouverte. Son nouveau coéquipier Mark Cavendish mènera le contingent des sprinteurs. Il y sera accompagné notamment par Yauheni Hutarovich (AG2R La Mondiale), John Degenkolb (Argos-Shimano), Andrea Guardini (Astana), Sacha Modolo (Bardiani Valvole-CSF Inox), Elia Viviani (Cannondale), Nacer Bouhanni (FDJ), Heinrich Haussler (IAM), Alexander Kristoff (Katusha), Daniele Bennati (Saxo-Tinkoff) et Edvald Boasson Hagen (Sky).
Des coureurs de classiques ont également fait le déplacement. On retrouve entre autres Greg Van Avermaet et Taylor Phinney (BMC Racing), Yoann Offredo (FDJ), Niki Terpstra (Omega Pharma-Quick Step), Fabian Cancellara (RadioShack-Leopard), Matti Breschel (Saxo-Tinkoff), le récent 3e du dernier Tour Down Under Geraint Thomas (Sky) et Juan Antonio Flecha (Vacansoleil-DCM).

## Étapes
| Étape     | Date      | Villes étapes                           |  | Distance (km) | Vainqueur d’étape | Leader du classement général |
| --------- | --------- | --------------------------------------- |  | ------------- | ----------------- | ---------------------------- |
| 1re étape | 3 février | Kathara Cultural Village – Dukhan Beach |  | 145,2         | Brent Bookwalter  | Brent Bookwalter             |
| 2e étape  | 4 février | Al Rufaa Street – Al Rufaa Street       |  | 14            | BMC Racing        | Brent Bookwalter             |
| 3e étape  | 5 février | Al Wakrah – Mesaieed                    |  | 143           | Mark Cavendish    | Brent Bookwalter             |
| 4e étape  | 6 février | Camel Race Track – Al Khor Corniche     |  | 160           | Mark Cavendish    | Mark Cavendish               |
| 5e étape  | 7 février | Al Zubara Fort – Madinat Al Shamal      |  | 154           | Mark Cavendish    | Mark Cavendish               |
| 6e étape  | 8 février | Sealine Beach Resort – Doha Corniche    |  | 116           | Mark Cavendish    | Mark Cavendish               |

## Déroulement de la course

### 1reétape
|    | Coureur            | Équipe                  |    | Temps           |
| -- | ------------------ | ----------------------- | -- | --------------- |
| 1  | Brent Bookwalter   | BMC Racing              | en | 3 h 28 min 47 s |
| 2  | Martin Elmiger     | IAM                     | +  | m.t             |
| 3  | Grégory Rast       | RadioShack-Leopard      |    | m.t             |
| 4  | Bernhard Eisel     | Sky                     |    | m.t             |
| 5  | Elia Viviani       | Cannondale              |    | m.t             |
| 6  | Mark Cavendish     | Omega Pharma-Quick Step |    | m.t             |
| 7  | Matti Breschel     | Saxo-Tinkoff            |    | m.t             |
| 8  | Taylor Phinney     | BMC Racing              |    | m.t             |
| 9  | Heinrich Haussler  | IAM                     |    | m.t             |
| 10 | Matthieu Ladagnous | FDJ                     |    | m.t             |

|    | Coureur            | Équipe                  |    | Temps           |
| -- | ------------------ | ----------------------- | -- | --------------- |
| 1  | Brent Bookwalter   | BMC Racing              | en | 3 h 28 min 37 s |
| 2  | Martin Elmiger     | IAM                     | +  | 4 s             |
| 3  | Grégory Rast       | RadioShack-Leopard      |    | 6 s             |
| 4  | Bernhard Eisel     | Sky                     |    | 6 s             |
| 5  | Taylor Phinney     | BMC Racing              |    | 6 s             |
| 6  | John Degenkolb     | Argos-Shimano           |    | 8 s             |
| 7  | Alexander Kristoff | Katusha                 |    | 8 s             |
| 8  | Elia Viviani       | Cannondale              |    | 10 s            |
| 9  | Mark Cavendish     | Omega Pharma-Quick Step |    | 10 s            |
| 10 | Matti Breschel     | Saxo-Tinkoff            |    | 10 s            |

### 2eétape
|    | Équipe                  | Pays        |    | Temps       |
| -- | ----------------------- | ----------- | -- | ----------- |
| 1  | BMC Racing              | États-Unis  | en | 16 min 07 s |
| 2  | Sky                     | Royaume-Uni | +  | 5 s         |
| 3  | Omega Pharma-Quick Step | Belgique    |    | 10 s        |
| 4  | RadioShack-Leopard      | Luxembourg  |    | 11 s        |
| 5  | Katusha                 | Russie      |    | 15 s        |
| 6  | Astana                  | Kazakhstan  |    | 17 s        |
| 7  | FDJ                     | France      |    | 23 s        |
| 8  | Orica-GreenEDGE         | Australie   |    | 23 s        |
| 9  | Cannondale              | Italie      |    | 24 s        |
| 10 | Saxo-Tinkoff            | Danemark    |    | 26 s        |

|    | Coureur              | Équipe     |    | Temps           |
| -- | -------------------- | ---------- | -- | --------------- |
| 1  | Brent Bookwalter     | BMC Racing | en | 3 h 44 min 44 s |
| 2  | Taylor Phinney       | BMC Racing | +  | 6 s             |
| 3  | Adam Blythe          | BMC Racing |    | 10 s            |
| 4  | Greg Van Avermaet    | BMC Racing |    | 10 s            |
| 5  | Michael Schär        | BMC Racing |    | 10 s            |
| 6  | Bernhard Eisel       | Sky        |    | 11 s            |
| 7  | Edvald Boasson Hagen | Sky        |    | 15 s            |
| 8  | Geraint Thomas       | Sky        |    | 15 s            |
| 9  | Mathew Hayman        | Sky        |    | 15 s            |
| 10 | Luke Rowe            | Sky        |    | 15 s            |

### 3eétape
|    | Coureur              | Équipe                    |    | Temps           |
| -- | -------------------- | ------------------------- | -- | --------------- |
| 1  | Mark Cavendish       | Omega Pharma-Quick Step   | en | 3 h 05 min 14 s |
| 2  | Barry Markus         | Vacansoleil-DCM           | +  | m.t             |
| 3  | Aidis Kruopis        | Orica-GreeEDGE            |    | m.t             |
| 4  | Nacer Bouhanni       | FDJ                       |    | m.t             |
| 5  | Heinrich Haussler    | IAM                       |    | m.t             |
| 6  | Edvald Boasson Hagen | Sky                       |    | m.t             |
| 7  | Roger Kluge          | NetApp-Endura             |    | m.t             |
| 8  | John Degenkolb       | Argos-Shimano             |    | m.t             |
| 9  | Filippo Fortin       | Bardiani Valvole-CSF Inox |    | m.t             |
| 10 | Geoffrey Soupe       | FDJ                       |    | m.t             |

|    | Coureur              | Équipe                  |    | Temps           |
| -- | -------------------- | ----------------------- | -- | --------------- |
| 1  | Brent Bookwalter     | BMC Racing              | en | 6 h 49 min 58 s |
| 2  | Taylor Phinney       | BMC Racing              | +  | 6 s             |
| 3  | Adam Blythe          | BMC Racing              |    | 7 s             |
| 4  | Mark Cavendish       | Omega Pharma-Quick Step |    | 8 s             |
| 5  | Greg Van Avermaet    | BMC Racing              |    | 10 s            |
| 6  | Michael Schär        | BMC Racing              |    | 10 s            |
| 7  | Bernhard Eisel       | Sky                     |    | 11 s            |
| 8  | Mathew Hayman        | Sky                     |    | 12 s            |
| 9  | Edvald Boasson Hagen | Sky                     |    | 14 s            |
| 10 | Geraint Thomas       | Sky                     |    | 15 s            |

### 4eétape
|    | Coureur              | Équipe                    |    | Temps           |
| -- | -------------------- | ------------------------- | -- | --------------- |
| 1  | Mark Cavendish       | Omega Pharma-Quick Step   | en | 3 h 30 min 05 s |
| 2  | Barry Markus         | Vacansoleil-DCM           | +  | m.t             |
| 3  | Andrea Guardini      | Astana                    |    | m.t             |
| 4  | Filippo Fortin       | Bardiani Valvole-CSF Inox |    | m.t             |
| 5  | Alexander Kristoff   | Katusha                   |    | m.t             |
| 6  | Jonathan Cantwell    | Saxo-Tinkoff              |    | m.t             |
| 7  | Nacer Bouhanni       | FDJ                       |    | m.t             |
| 8  | Aidis Kruopis        | Orica-GreeEDGE            |    | m.t             |
| 9  | Edvald Boasson Hagen | Sky                       |    | m.t             |
| 10 | Davide Appollonio    | AG2R La Mondiale          |    | m.t             |

|    | Coureur              | Équipe                  |    | Temps            |
| -- | -------------------- | ----------------------- | -- | ---------------- |
| 1  | Mark Cavendish       | Omega Pharma-Quick Step | en | 10 h 20 min 01 s |
| 2  | Brent Bookwalter     | BMC Racing              | +  | 2 s              |
| 3  | Taylor Phinney       | BMC Racing              |    | 8 s              |
| 4  | Adam Blythe          | BMC Racing              |    | 9 s              |
| 5  | Greg Van Avermaet    | BMC Racing              |    | 12 s             |
| 6  | Michael Schär        | BMC Racing              |    | 12 s             |
| 7  | Bernhard Eisel       | Sky                     |    | 13 s             |
| 8  | Mathew Hayman        | Sky                     |    | 14 s             |
| 9  | Edvald Boasson Hagen | Sky                     |    | 16 s             |
| 10 | Geraint Thomas       | Sky                     |    | 17 s             |

### 5eétape
|    | Coureur            | Équipe                  |    | Temps           |
| -- | ------------------ | ----------------------- | -- | --------------- |
| 1  | Mark Cavendish     | Omega Pharma-Quick Step | en | 3 h 11 min 11 s |
| 2  | Yauheni Hutarovich | AG2R La Mondiale        | +  | m.t             |
| 3  | Aidis Kruopis      | Orica-GreeEDGE          |    | m.t             |
| 4  | Adam Blythe        | BMC Racing              |    | m.t             |
| 5  | Luke Rowe          | Sky                     |    | m.t             |
| 6  | John Degenkolb     | Argos-Shimano           |    | m.t             |
| 7  | Alexander Kristoff | Katusha                 |    | m.t             |
| 8  | Nacer Bouhanni     | FDJ                     |    | m.t             |
| 9  | Heinrich Haussler  | IAM                     |    | m.t             |
| 10 | Roger Kluge        | NetApp-Endura           |    | m.t             |

|    | Coureur              | Équipe                  |    | Temps            |
| -- | -------------------- | ----------------------- | -- | ---------------- |
| 1  | Mark Cavendish       | Omega Pharma-Quick Step | en | 13 h 30 min 59 s |
| 2  | Brent Bookwalter     | BMC Racing              | +  | 15 s             |
| 3  | Taylor Phinney       | BMC Racing              |    | 20 s             |
| 4  | Adam Blythe          | BMC Racing              |    | 22 s             |
| 5  | Bernhard Eisel       | Sky                     |    | 24 s             |
| 6  | Greg Van Avermaet    | BMC Racing              |    | 25 s             |
| 7  | Michael Schär        | BMC Racing              |    | 25 s             |
| 8  | Edvald Boasson Hagen | Sky                     |    | 29 s             |
| 9  | Luke Rowe            | Sky                     |    | 30 s             |
| 10 | Geraint Thomas       | Sky                     |    | 30 s             |

### 6eétape
|    | Coureur            | Équipe                  |    | Temps           |
| -- | ------------------ | ----------------------- | -- | --------------- |
| 1  | Mark Cavendish     | Omega Pharma-Quick Step | en | 2 h 24 min 31 s |
| 2  | Yauheni Hutarovich | AG2R La Mondiale        | +  | m.t             |
| 3  | Barry Markus       | Vacansoleil-DCM         |    | m.t             |
| 4  | Adam Blythe        | BMC Racing              |    | m.t             |
| 5  | Taylor Phinney     | BMC Racing              |    | m.t             |
| 6  | Kenny van Hummel   | Vacansoleil-DCM         |    | m.t             |
| 7  | Alexander Kristoff | Katusha                 |    | m.t             |
| 8  | Bernhard Eisel     | Sky                     |    | m.t             |
| 9  | Nacer Bouhanni     | FDJ                     |    | m.t             |
| 10 | Guillaume Boivin   | Cannondale              |    | m.t             |

|    | Coureur              | Équipe                  |    | Temps            |
| -- | -------------------- | ----------------------- | -- | ---------------- |
| 1  | Mark Cavendish       | Omega Pharma-Quick Step | en | 15 h 55 min 20 s |
| 2  | Brent Bookwalter     | BMC Racing              | +  | 25 s             |
| 3  | Taylor Phinney       | BMC Racing              |    | 26 s             |
| 4  | Adam Blythe          | BMC Racing              |    | 30 s             |
| 5  | Bernhard Eisel       | Sky                     |    | 32 s             |
| 6  | Greg Van Avermaet    | BMC Racing              |    | 32 s             |
| 7  | Michael Schär        | BMC Racing              |    | 35 s             |
| 8  | Edvald Boasson Hagen | Sky                     |    | 39 s             |
| 9  | Luke Rowe            | Sky                     |    | 40 s             |
| 10 | Geraint Thomas       | Sky                     |    | 40 s             |

## Classements finals

### Classement général
|    | Cycliste             | Pays        | Équipe                  |    | Temps            |
| -- | -------------------- | ----------- | ----------------------- | -- | ---------------- |
| 1  | Mark Cavendish       | Royaume-Uni | Omega Pharma-Quick Step | en | 15 h 55 min 20 s |
| 2  | Brent Bookwalter     | États-Unis  | BMC Racing              | +  | 25 s             |
| 3  | Taylor Phinney       | États-Unis  | BMC Racing              |    | 26 s             |
| 4  | Adam Blythe          | Royaume-Uni | BMC Racing              |    | 30 s             |
| 5  | Bernhard Eisel       | Autriche    | Sky                     |    | 32 s             |
| 6  | Greg Van Avermaet    | Belgique    | BMC Racing              |    | 32 s             |
| 7  | Michael Schär        | Suisse      | BMC Racing              |    | 35 s             |
| 8  | Edvald Boasson Hagen | Norvège     | Sky                     |    | 39 s             |
| 9  | Luke Rowe            | Royaume-Uni | Sky                     |    | 40 s             |
| 10 | Geraint Thomas       | Royaume-Uni | Sky                     |    | 40 s             |

### Classements annexes
|   | Cycliste           | Équipe                  | Points |
| - | ------------------ | ----------------------- | ------ |
| 1 | Mark Cavendish     | Omega Pharma-Quick Step | 70     |
| 2 | Barry Markus       | Vacansoleil-DCM         | 33     |
| 3 | Yauheni Hutarovich | AG2R La Mondiale        | 24     |

|   | Cycliste       | Équipe     |    | Temps            |
| - | -------------- | ---------- | -- | ---------------- |
| 1 | Taylor Phinney | BMC Racing | en | 15 h 55 min 46 s |
| 2 | Adam Blythe    | BMC Racing | +  | 4 s              |
| 3 | Luke Rowe      | Sky        |    | 14 s             |

| \| \| Équipe \| Pays \| \| Temps \| \| - \| ----------------------- \| ----------- \| -- \| ---------------- \| \| 1 \| BMC Racing \| États-Unis \| en \| 47 h 15 min 31 s \| \| 2 \| Sky \| Royaume-Uni \| + \| 5 s \| \| 3 \| Omega Pharma-Quick Step \| Belgique \| \| 10 s \| | - Classement de l'excellence : Mark Cavendish (10 pts) |             |    |                  |
| | Équipe                                                 | Pays        |    | Temps            |
| 1 | BMC Racing                                             | États-Unis  | en | 47 h 15 min 31 s |
| 2 | Sky                                                    | Royaume-Uni | +  | 5 s              |
| 3 | Omega Pharma-Quick Step                                | Belgique    |    | 10 s             |

## Évolution des classements
| Étape              | Vainqueur          | Classement général | Classement par points | Classement du meilleur jeune | Classement par équipes |
| ------------------ | ------------------ | ------------------ | --------------------- | ---------------------------- | ---------------------- |
| 1                  | Brent Bookwalter   | Brent Bookwalter   | Brent Bookwalter      | Taylor Phinney               | BMC Racing             |
| 2                  | BMC Racing         | Brent Bookwalter   | Brent Bookwalter      | Taylor Phinney               | BMC Racing             |
| 3                  | Mark Cavendish     | Brent Bookwalter   | Mark Cavendish        | Taylor Phinney               | BMC Racing             |
| 4                  | Mark Cavendish     | Mark Cavendish     | Mark Cavendish        | Taylor Phinney               | BMC Racing             |
| 5                  | Mark Cavendish     | Mark Cavendish     | Mark Cavendish        | Taylor Phinney               | BMC Racing             |
| 6                  | Mark Cavendish     | Mark Cavendish     | Mark Cavendish        | Taylor Phinney               | BMC Racing             |
| Classements finals | Classements finals | Mark Cavendish     | Mark Cavendish        | Taylor Phinney               | BMC Racing             |

## Liste des participants
- Liste de départ complète

| Légende | Légende                                                                                                  | Légende | Légende                                                                                         |
| ------- | --- | ------- | ----------------------------------------------------------------------------------------------- |
| Num     | Dossard de départ porté par le coureur sur ce Tour du Qatar                                              | Pos     | Position finale au classement général                                                           |
|         | Indique le vainqueur du classement général                                                               |         | Indique le vainqueur du classement du meilleur jeune                                            |
|         | Indique le vainqueur du classement par points                                                            | #       | Indique la meilleure équipe                                                                     |
| NP      | Indique un coureur qui n'a pas pris le départ d'une étape, suivi du numéro de l'étape où il s'est retiré | AB      | Indique un coureur qui n'a pas terminé une étape, suivi du numéro de l'étape où il s'est retiré |
| HD      | Indique un coureur qui a terminé une étape hors des délais, suivi du numéro de l'étape                   | *       | Indique un coureur en lice pour le maillot blanc (coureurs nés après le 1er janvier 1988)       |

| Omega Pharma-Quick Step OPQ | Omega Pharma-Quick Step OPQ                 | Omega Pharma-Quick Step OPQ |
| --------------------------- | ------------------------------------------- | --------------------------- |
| Num                         | Coureur                                     | Pos                         |
| 1                           | Mark Cavendish (GBR)                        | 1er                         |
| 2                           | Iljo Keisse (BEL)                           | 67e                         |
| 3                           | Zdeněk Štybar (CZE)                         | 12e                         |
| 4                           | Niki Terpstra (NED) → Champion des Pays-Bas | 11e                         |
| 5                           | Matteo Trentin (ITA)*                       | 100e                        |
| 6                           | Guillaume Van Keirsbulck (BEL)*             | 48e                         |
| 7                           | Stijn Vandenbergh (BEL)                     | 35e                         |
| 8                           | Martin Velits (SVK)                         | 63e                         |

| Sky SKY | Sky SKY                                          | Sky SKY |
| ------- | ------------------------------------------------ | ------- |
| Num     | Coureur                                          | Pos     |
| 11      | Edvald Boasson Hagen (NOR) → Champion de Norvège | 8e      |
| 12      | Bernhard Eisel (AUT)                             | 5e      |
| 13      | Mathew Hayman (AUS)                              | NP-5    |
| 14      | Gabriel Rasch (NOR)                              | 56e     |
| 15      | Luke Rowe (GBR)*                                 | 9e      |
| 16      | Ian Stannard (GBR) → Champion de Grande-Bretagne | 25e     |
| 17      | Christopher Sutton (AUS)                         | 132e    |
| 18      | Geraint Thomas (GBR)                             | 10e     |

| RadioShack-Leopard RLT | RadioShack-Leopard RLT                                           | RadioShack-Leopard RLT |
| ---------------------- | ---------------------------------------------------------------- | ---------------------- |
| Num                    | Coureur                                                          | Pos                    |
| 21                     | Fabian Cancellara (SUI) → Champion de Suisse du contre-la-montre | 58e                    |
| 22                     | Stijn Devolder (BEL)                                             | AB-6                   |
| 23                     | Tony Gallopin (FRA)*                                             | 13e                    |
| 24                     | Markel Irizar (ESP)                                              | 31e                    |
| 25                     | Yaroslav Popovych (UKR)                                          | 42e                    |
| 26                     | Grégory Rast (SUI)                                               | 43e                    |
| 27                     | Hayden Roulston (NZL) → Champion de Nouvelle-Zélande             | 99e                    |
| 28                     | Nélson Oliveira (POR)*                                           | 90e                    |

| BMC Racing # BMC | BMC Racing # BMC         | BMC Racing # BMC |
| ---------------- | ------------------------ | ---------------- |
| Num              | Coureur                  | Pos              |
| 31               | Taylor Phinney (USA)*    | 3e               |
| 32               | Adam Blythe (GBR)*       | 4e               |
| 33               | Brent Bookwalter (USA)   | 2e               |
| 34               | Steve Cummings (GBR)     | 127e             |
| 35               | Yannick Eijssen (BEL)*   | 78e              |
| 36               | Michael Schär (SUI)      | 7e               |
| 37               | Greg Van Avermaet (BEL)  | 6e               |
| 38               | Lawrence Warbasse (USA)* | 73e              |

| FDJ | FDJ                                        | FDJ |
| --- | ------------------------------------------ | --- |
| Num | Coureur                                    | Pos |
| 41  | Nacer Bouhanni (FRA)* → Champion de France | 79e |
| 42  | David Boucher (FRA)                        | 88e |
| 43  | Murilo Fischer (BRA)                       | 45e |
| 44  | Matthieu Ladagnous (FRA)                   | 21e |
| 45  | Johan Le Bon (FRA)*                        | 61e |
| 46  | Yoann Offredo (FRA)                        | 30e |
| 47  | Dominique Rollin (CAN)                     | 36e |
| 48  | Geoffrey Soupe (FRA)*                      | 71e |

| Saxo-Tinkoff TST | Saxo-Tinkoff TST           | Saxo-Tinkoff TST |
| ---------------- | -------------------------- | ---------------- |
| Num              | Coureur                    | Pos              |
| 51               | Daniele Bennati (ITA)      | 46e              |
| 52               | Matti Breschel (DEN)       | 47e              |
| 53               | Jonathan Cantwell (AUS)    | 114e             |
| 54               | Jonas Aaen Jørgensen (DEN) | 24e              |
| 55               | Karsten Kroon (DEN)        | AB-3             |
| 56               | Marko Kump (SLO)*          | 117e             |
| 57               | Anders Lund (DEN)          | 123e             |
| 58               | Matteo Tosatto (ITA)       | 54e              |

| Astana AST | Astana AST                                                                        | Astana AST |
| ---------- | --------------------------------------------------------------------------------- | ---------- |
| Num        | Coureur                                                                           | Pos        |
| 61         | Andrea Guardini (ITA)*                                                            | 72e        |
| 62         | Grega Bole (SLO)                                                                  | 121e       |
| 63         | Andriy Grivko (UKR) → Champion d'Ukraine du contre-la-montre → Champion d'Ukraine | 18e        |
| 64         | Dmitriy Gruzdev (KAZ) → Champion du Kazakhstan du contre-la-montre                | 124e       |
| 65         | Jacopo Guarnieri (ITA)                                                            | 28e        |
| 66         | Evan Huffman (USA)*                                                               | 131e       |
| 67         | Arman Kamyshev (KAZ)*                                                             | 120e       |
| 68         | Dmitriy Muravyev (KAZ)                                                            | 65e        |

| IAM | IAM                     | IAM  |
| --- | ----------------------- | ---- |
| Num | Coureur                 | Pos  |
| 71  | Heinrich Haussler (AUS) | 34e  |
| 72  | Marco Bandiera (ITA)    | 102e |
| 73  | Martin Elmiger (SUI)    | 27e  |
| 74  | Jonathan Fumeaux (SUI)* | 112e |
| 75  | Kristof Goddaert (BEL)  | 77e  |
| 76  | Sébastien Hinault (FRA) | 53e  |
| 77  | Reto Hollenstein (SUI)  | 37e  |
| 78  | Pirmin Lang (SUI)       | 62e  |

| Argos-Shimano ARG | Argos-Shimano ARG      | Argos-Shimano ARG |
| ----------------- | ---------------------- | ----------------- |
| Num               | Coureur                | Pos               |
| 81                | John Degenkolb (GER)*  | 26e               |
| 82                | Nikias Arndt (GER)*    | 60e               |
| 83                | Roy Curvers (NED)      | 38e               |
| 84                | Koen de Kort (NED)     | NP-5              |
| 85                | Luka Mezgec (SLO)*     | 86e               |
| 86                | Ramon Sinkeldam (NED)* | 57e               |
| 87                | Tom Stamsnijder (NED)  | 69e               |
| 68                | Tom Veelers (NED)      | 29e               |

| Cannondale CAN | Cannondale CAN                                                | Cannondale CAN |
| -------------- | ------------------------------------------------------------- | -------------- |
| Num            | Coureur                                                       | Pos            |
| 91             | Elia Viviani (ITA)*                                           | 22e            |
| 92             | Maciej Bodnar (POL) → Champion de Pologne du contre-la-montre | 108e           |
| 93             | Guillaume Boivin (CAN)*                                       | 107e           |
| 94             | Tiziano Dall'Antonia (ITA)                                    | 23e            |
| 95             | Alessandro De Marchi (ITA)                                    | 134e           |
| 96             | Kristjan Koren (SLO)                                          | 115e           |
| 97             | Daniele Ratto (ITA)*                                          | 125e           |
| 98             | Fabio Sabatini (ITA)                                          | 83e            |

| AG2R La Mondiale ALM | AG2R La Mondiale ALM                               | AG2R La Mondiale ALM |
| -------------------- | -------------------------------------------------- | -------------------- |
| Num                  | Coureur                                            | Pos                  |
| 101                  | Yauheni Hutarovich (BLR) → Champion de Biélorussie | 55e                  |
| 102                  | Davide Appollonio (ITA)*                           | 110e                 |
| 103                  | Gediminas Bagdonas (LTU) → Champion de Lituanie    | 104e                 |
| 104                  | Julien Bérard (FRA)                                | 133e                 |
| 105                  | Steve Chainel (FRA)                                | 70e                  |
| 106                  | Hugo Houle (CAN)*                                  | 111e                 |
| 107                  | Valentin Iglinskiy (KAZ)                           | 103e                 |
| 108                  | Sébastien Minard (FRA)                             | 51e                  |

| Orica-GreenEDGE OGE | Orica-GreenEDGE OGE    | Orica-GreenEDGE OGE |
| ------------------- | ---------------------- | ------------------- |
| Num                 | Coureur                | Pos                 |
| 111                 | Aidis Kruopis (LTU)    | 15e                 |
| 112                 | Fumiyuki Beppu (JPN)   | 76e                 |
| 113                 | Sam Bewley (NZL)       | AB-1                |
| 114                 | Baden Cooke (AUS)      | 19e                 |
| 115                 | Allan Davis (AUS)      | 129e                |
| 116                 | Jens Keukeleire (BEL)* | 20e                 |
| 117                 | Brett Lancaster (AUS)  | 118e                |
| 118                 | Jens Mouris (NED)      | 75e                 |

| Vacansoleil-DCM VCD | Vacansoleil-DCM VCD                              | Vacansoleil-DCM VCD |
| ------------------- | ------------------------------------------------ | ------------------- |
| Num                 | Coureur                                          | Pos                 |
| 121                 | Juan Antonio Flecha (ESP)                        | 39e                 |
| 122                 | Wesley Kreder (NED)*                             | 101e                |
| 123                 | Sergueï Lagoutine (UZB) → Champion d'Ouzbékistan | 49e                 |
| 124                 | Marco Marcato (ITA)                              | 130e                |
| 125                 | Barry Markus (NED)*                              | 74e                 |
| 126                 | Wouter Mol (NED)                                 | 93e                 |
| 127                 | Rob Ruijgh (NED)                                 | 40e                 |
| 128                 | Kenny van Hummel (NED)                           | 41e                 |

| NetApp-Endura TNE | NetApp-Endura TNE         | NetApp-Endura TNE |
| ----------------- | ------------------------- | ----------------- |
| Num               | Coureur                   | Pos               |
| 131               | Roger Kluge (GER)         | 32e               |
| 132               | Zakkari Dempster (AUS)    | 44e               |
| 133               | Russell Downing (GBR)     | 85e               |
| 134               | Markus Eichler (GER)      | 98e               |
| 135               | Blaž Jarc (SLO)*          | 80e               |
| 136               | Andreas Schillinger (GER) | 68e               |
| 137               | Daniel Schorn (AUT)*      | 66e               |
| 138               | Paul Voss (GER)           | 59e               |

| Katusha KAT | Katusha KAT                                                     | Katusha KAT |
| ----------- | --------------------------------------------------------------- | ----------- |
| Num         | Coureur                                                         | Pos         |
| 141         | Alexander Kristoff (NOR)                                        | 14e         |
| 142         | Pavel Brutt (RUS)                                               | 52e         |
| 143         | Marco Haller (AUT)*                                             | 16e         |
| 144         | Vladimir Isaychev (RUS)                                         | 105e        |
| 145         | Aliaksandr Kuschynski (BLR)                                     | 128e        |
| 146         | Alexander Porsev (RUS)                                          | 17e         |
| 147         | Rüdiger Selig (GER)*                                            | 64e         |
| 148         | Gatis Smukulis (LAT) → Champion de Lettonie du contre-la-montre | 23e         |

| Champion System CSS | Champion System CSS                             | Champion System CSS |
| ------------------- | ----------------------------------------------- | ------------------- |
| Num                 | Coureur                                         | Pos                 |
| 151                 | Matthew Brammeier (IRL) → Champion d'Irlande    | 50e                 |
| 152                 | Chung Feng (CHN)*                               | 109e                |
| 153                 | Matthias Friedemann (GER)                       | 95e                 |
| 154                 | Chan Jae Jang (KOR)* → Champion de Corée du Sud | 87e                 |
| 155                 | Jiao Pengda (CHN)                               | 94e                 |
| 156                 | Mohammed Adiq Husainie Othman (MAS)*            | 126e                |
| 157                 | Bobbie Traksel (NED)                            | 116e                |
| 158                 | Xu Gang (CHN) → Champion de Chine               | NP-3                |

| Bardiani Valvole-CSF Inox BAR | Bardiani Valvole-CSF Inox BAR | Bardiani Valvole-CSF Inox BAR |
| ----------------------------- | ----------------------------- | ----------------------------- |
| Num                           | Coureur                       | Pos                           |
| 161                           | Sacha Modolo (ITA)            | NP-2                          |
| 162                           | Marco Canola (ITA)*           | 82e                           |
| 163                           | Sonny Colbrelli (ITA)*        | 84e                           |
| 164                           | Marco Coledan (ITA)*          | 97e                           |
| 165                           | Christian Delle Stelle (ITA)* | 119e                          |
| 166                           | Andrea Di Corrado (ITA)*      | 113e                          |
| 167                           | Filippo Fortin (ITA)*         | 81e                           |
| 168                           | Andrea Pasqualon (ITA)*       | 89e                           |

| Équipe nationale du Japon JPN | Équipe nationale du Japon JPN | Équipe nationale du Japon JPN |
| ----------------------------- | ----------------------------- | ----------------------------- |
| Num                           | Coureur                       | Pos                           |
| 171                           | Junya Sano (JPN)              | AB-6                          |
| 172                           | Yusuke Hatanaka (JPN)         | 106e                          |
| 173                           | Kazuhiro Mori (JPN)           | 92e                           |
| 174                           | Taiji Nishitani (JPN)         | 91e                           |
| 175                           | Miyataka Shimizu (JPN)        | NP-5                          |
| 176                           | Yuzuru Suzuki (JPN)           | 96e                           |
| 177                           | Kōhei Uchima (JPN)*           | 122e                          |